# Gotowanie dla dzieci z Luisem
Gotowanie dla dzieci z Luisem (ang. Cooking for kids with Luis) – australijska seria poradnikowa dla dzieci z 2004 roku. W Polsce program emitowany był na kanale Kuchnia TV, a następnie MiniMini.
Program prowadzi sześcioletni Luis, który uczy dzieci przygotowywania potraw.

## Prowadzący
- Luis Tanner

## Wersja polska
Wersja polska: na zlecenie Kuchnia.tv Studio Sonica
Tekst: Aleksandra Dobrowolska
Wystąpili:
- Wit Apostolakis-Gluziński – Luis

## Nagrody
W 2005 program otrzymał dwie nagrody ASTRA Awards (w dwóch kategoriach). 